# Antonio Gil Martínez
Antonio Gil, también conocido como Antonio Gil Martínez (Barcarrota, Badajoz, 1965) es un actor español.

## Biografía
Nacido en Barcarrota Extremadura, desde muy pequeño vivió en la localidad de Gerena, provincia de Sevilla, Andalucía. Inició su formación como actor en la ESAD de Sevilla, y posteriormente en la Escuela Internacional de Teatro de Jacques Lecoq en París. Vivió durante años a caballo entre esta ciudad y Londres, donde inició su carrera profesional, girando por todo el mundo junto con compañías como Royal National Theatre, Theatre de Complicité y Peter Brook. Como actor tiene una larga trayectoria en teatro, cine y televisión. Ha dirigido El lunar de lady Chatterley, obra teatral de Roberto Santiago protagonizada por Ana Fernández, para el Teatro Español (Madrid), Ruth 66 (Dublín, codirigida con Mikel Murphy), Kvetch (Steven Berkoff), Samarkanda Teatro.

## Filmografía

### Televisión
- Pedro el escamoso: más escamoso que nunca (2024) — Julio Martín[2]
- Alba (2021) — Eloy Duvall
- The Mallorca Files (2019) — Santiago
- Malaka (2019) — Germán Castañeda
- La Reina del Sur (2019-presente) — Oleg Yasikov[3]
- La peste [4] (2018) — Morata
- La Nocturna (2017) — Ingeniero Ernesto Martínez
- Pulsaciones (2016-2017) — Santiago Ariza
- Benidorm (2014)
- Cuéntame un cuento (2013) — Chino
- Hispania, la leyenda (2010-2011) — Teodoro
- El Gordo: una historia verdadera (2010) — Luis
- Plutón BRB Nero (2008-2009) — Capitán Valladares
- LEX (2008)
- Mujeres (2006) — Manuel
- Al filo de la ley (2005)
- Doctors (2004) — Ernesto Cifuentes
- Soldier, soldier (1996) — Capitán Caravian

## Cine
- Camino a Belén (2023) – Jacob (padre de San José)
- Valeria (corto) (2020)
- La última gota[5] (corto) (2020)
- El hombre que mató a Don Quijote (2018) — Policía
- Thi Mai, rumbo a Vietnam (2018) — Iñigo
- La corona partida (2016) — Contestable de Castilla
- Risen (2016) — José de Arimatea
- Por eso (voz) (2014) — Doctor / Guardia civil
- La mula (2013) — Reportero Benavides
- El camino (2010) — Ismael
- Chicas (2010) — Aníbal
- Quantum of Solace (2008)
- El pan nuestro (corto) (2007) — Andrés
- El mercader de Venecia (2004) — Aragón
- Hornblower: Retribution (2001) — Coronel Francisco Manuel Ortega
- Chocolat (2000) — Jean-Marc Drou
- Dirty Tricks (2000)
- Don Quijote (2000)
- Lluvia en los zapatos (1998) — Director

## Teatro
Ha colaborado con diferentes compañías y directores como Peter Brook y Simon McBurney o Alain Molot.
- The street of Crocodiles (Theatre de Complicité, Royal National Theatre, Londres).
- The Caucasian Chalk Circle (Theatre de Complicité, Royal National Theatre, Londres).
- The Noise of Time(Theatre de Complicité, Royal National Theatre, Londres).
- Fragments. Con texto de Samuel Beckett, dirigida por Peter Brook.
- Regreso al hogar, de Harold Pinter dirigida por Ferrán Madico.
- Con compañías francesas, como el Theatre de la Jacquerie, bajo la dirección de Alain Molot.
- Ha formado parte como actor del Teatro de la Abadía (Madrid).